# (12498) Dragesco
Dragesco est un astéroïde de la ceinture principale d'astéroïdes de notre système solaire.

## Description
(12498) Dragesco est un astéroïde de la ceinture principale d'astéroïdes du système solaire. Il fut découvert le 26 mars 1998 à Caussols par le projet ODAS.
L'astéroïde présente une orbite caractérisée par un demi-grand axe de 2,67 UA, une excentricité de 0,25 et une inclinaison de 13,2° par rapport à l'écliptique.

## Nom
Cet objet céleste est nommé en l'honneur du professeur Jean Dragesco, chercheur au CNRS, enseignant en biologie animale et technologie photo-cinématographique. Il est lui-même un astronome et un photographe astronomique reconnu dans son domaine.  